# Rutherford Falls
Rutherford Falls é uma série de televisão estadunidense criada por Ed Helms, Michael Schur e Sierra Teller Ornelas. É protagonizada por Ed Helms, Michael Greyeyes, Jana Schmieding, Jesse Leigh e Dustin Milligan, e estreou no serviço de streaming Peacock em 22 de abril de 2021.

## Elenco
- Ed Helms como Nathan Rutherford
- Michael Greyeyes como Terry Thomas
- Jana Schmieding como Reagan Wells
- Jesse Leigh como Bobbie Yang
- Dustin Milligan como Josh Carter

### Recorrente
- Dana L. Wilson como Deirdre Chisenhall
- Geraldine Keams como Rayanne
- Ben Koldyke como Dudley 'Duz' Rutherford
- Adam Farabee como Charlie Cromwell
- Mimi Gianopulos como Kaitlyn
- Jason Grasl como Forest Grant
- Chevonne Hughes como Bonnie
- Devery Jacobs como Jess Wells
- Monica Padman como Melanie
- Camille Schurer como Madison
- Bobby Wilson como Wayne
- Julia Jones como Sally
- Paul F. Tompkins como Professor Tobias James Kaufman
- Beth Stelling como Ms. Fish
- Kia Wentiio como Maya Thomas

## Recepção
No Rotten Tomatoes, a série detém um índice de aprovação de 94% com base em 35 críticas com uma classificação média de 7,21/10. O consenso crítico do site diz: "Embora demore alguns episódios para encontrar seu fundamento, um conjunto cativante, roteiro inteligente e uma vontade de se envolver com questões complexas enfrentadas pelos povos indígenas na América moderna tornam Rutherford Falls um lugar que vale a pena visitar".  O Metacritic deu à série uma pontuação de 66 em 100, indicando "críticas geralmente favoráveis" com base em 17 avaliações.